# Caspar Oechsle

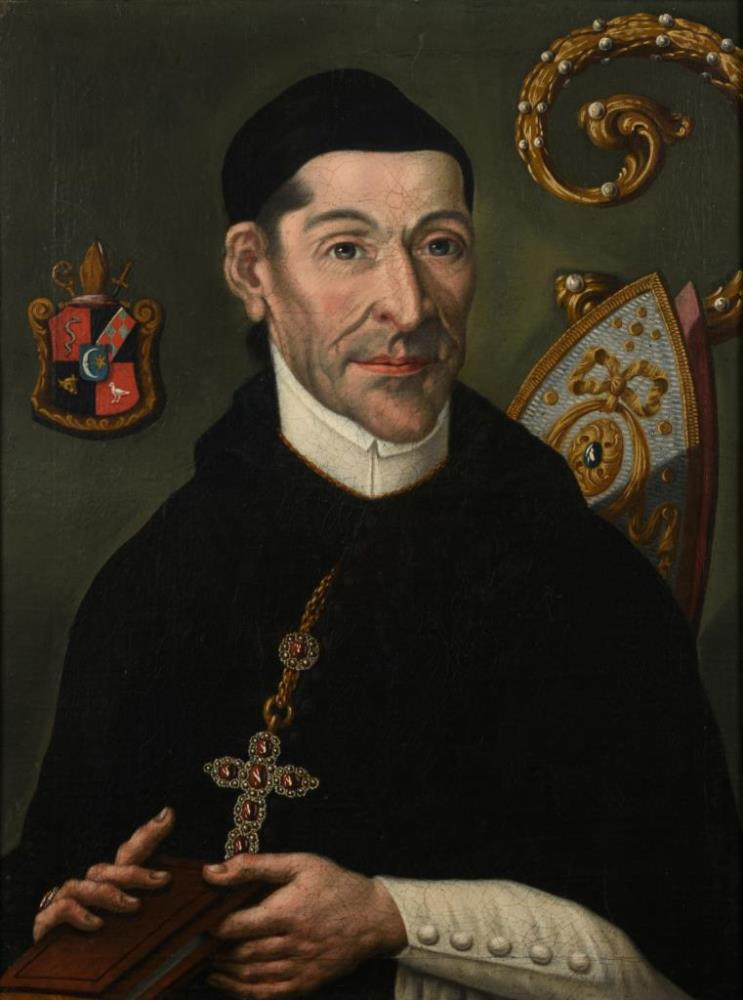
Porträt Caspar Oechsle

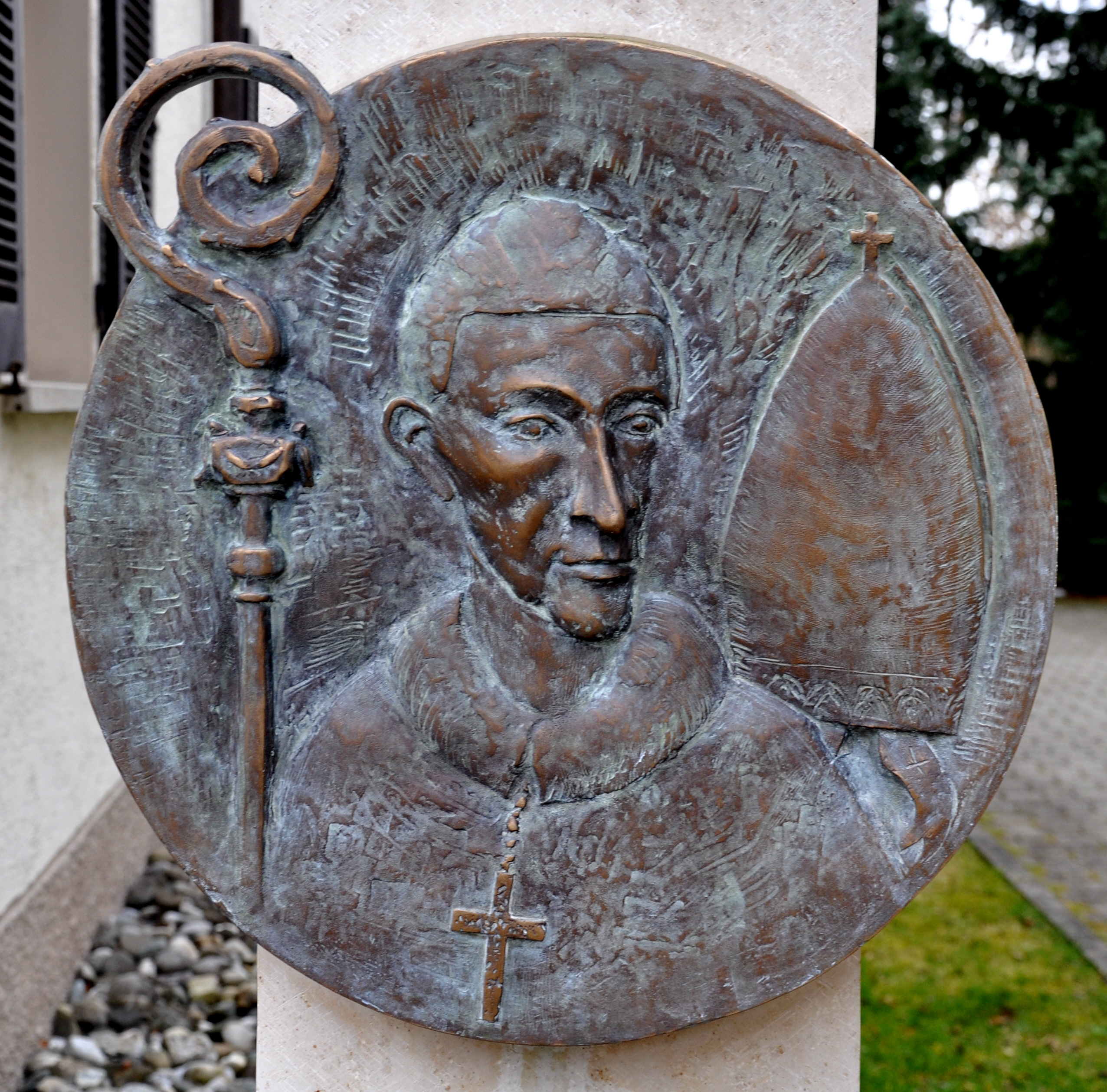
Porträtrelief am Caspar-Oechsle-Denkmal in Schömberg

Caspar Oechsle (auch Oexle, * 24. Februar 1752 in Schömberg bei Rottweil; † 21. Juni 1820 in Kirchberg, Amt Überlingen) war Reichsprälat und der letzte Abt der Reichsabtei Salem.

## Leben
Caspar Oechsle wurde am 24. Februar 1752 geboren und, vermutlich am Tag danach, auf den Namen Johann Nepomuk getauft. Sein Vater war der Orgelbauer Samuel Oexle.
Er besuchte das Gymnasium in Salem, wo er 1770 in das Zisterzienserkloster Salem eintrat. Die Profess legte er am 21. November 1771 unter Abt Anselm II. Schwab ab und erhielt den Ordensnamen Caspar. Seine Weihe zum Priester empfing er am 20. September 1778. Während der Zeit von Abt Robert Schlecht war Oechsle von 1778 bis 1802 zuerst als Bibliothekar und später als Sekretär des Abts eingesetzt. Zudem war er als Professor am Gymnasium Salem tätig.
Durch die Napoleonischen Kriege und den Friedensvertrag von Lunéville von 1801 musste Deutschland die linksrheinischen Gebiete abtreten. Die geschädigten Fürsten sollten durch den Einzug geistlichen Eigentums entschädigt werden. Das Haus Baden verlangte neben dem Kloster Petershausen auch das Kloster Salem.
Dennoch wurde Oechsle am 11. März 1802 vom Konvent im dritten Wahlgang zum Abt von Salem gewählt. Die Benediktion durch Gabriel-Melchior de Messey, den Bischof von Valence, fand am 5. September 1802 statt. Am 15. September erhielt er aus Rom die Vollmacht zum Generalvikar der oberdeutschen Zisterzienserkongregation.
Mit einem Reichsdeputationshauptschluss vom 25. Februar 1803 begann die Säkularisation und die Reichsabtei hörte auf zu bestehen. Als Reichsprälat in Salem war er auch stimmberechtigtes Mitglied des Reichstags des Heiligen Römischen Reiches. Es ist jedoch nicht bekannt, ob Oechsle noch an einer Sitzung teilnehmen konnte. Oechsle entließ alle Beamten, Diener und Untertanen und übergab sie dem Markgraf von Baden. Baden beabsichtigte vorerst nicht, das Konvent aufzulösen, verbot jedoch die Aufnahme von Novizen. Oechsle ratifizierte diesen Vertrag, der eine Besonderheit in der süddeutschen Säkularisationsgeschichte darstellt.
Oechsle war der Überzeugung, die über Jahrhunderte geltenden Bräuche der Zisterzienser aufrechterhalten zu können. Jedoch wurde ihm die Unterstützung zunehmend verwehrt und es kam zu „unfreundlicher Ablehnung und zu Machenschaften gegen ihn“. Die anschließenden Lockerungen kamen zu spät, was bereits am 8. August 1803 zu tiefgreifenden Veränderungen im mit Baden geschlossenen Vertrag führte. Es kam zu einer vollständigen Entmachtung, der allmählichen Auflösung der Klosterverfassung und der Lockerung des Gemeinschaftslebens. Austrittswilligen wurde Hilfe in Form von Pensionen zugesichert. Oechsle und die verbliebenen Mönche zogen in den bisherigen Sommersitz Kirchberg bei Immenstaad um.
In der Folge entschloss sich Oechsle, seine Heimatgemeinde Schömberg zu fördern. Versteckt in einem mit Heu beladenen und von Pferden gezogenen Wagen, brachte er liturgische Gegenstände wie Messkelche, kunstvoll bestickte Messgewänder sowie Bücher, Bilder und Schriften mit. Besonders wertvoll war die große, barocke Monstranz, die bis heute in der Kirchengemeinde verwendet wird. Bereits während seiner kurzen Zeit als Reichsabt wurden Geldspenden von Oechsle nach Schömberg dokumentiert und in Stiftungen angelegt, jedoch im Laufe der Zeit Opfer der Inflation.
Am 23. November 1804 verließen die letzten Mönche das Kloster Salem.
Der Verzicht Oechsles auf alle Rechte an Schweizer Klöstern am 3. Oktober 1806 ermöglichte das Breve In sublimi Apostolicae Sedis Specula, durch das Papst Pius VII. die Schweizer Zisterzienserkongregation gründete.
Oechsle wurde Prälat und lebte mit seinem Sekretär zurückgezogen auf Schloss Kirchberg. Er starb am 21. Juni 1820 im Alter von 68 Jahren. Er wurde am 24. Juni 1820 im Salemer Münster unweit des Hochaltars beigesetzt.

## Ehrungen
In Schömberg wurde der Caspar-Oechsle-Platz am Pfarrhaus nach ihm benannt und ein Denkmal zu seinen Ehren aufgestellt.

## Werk
- Praecipua theologiae et historiae ecclesiasticae capita: quae salemii pro exercitatione litteraria. Salem 1787.
- Theses ex universa philosophia ss. theologiae prodroma: B. V. M. Monasterio de Salem publicae disputationi subjectae praeside Alexandro Pelhamer … defendent Melchior Falger, Marianus Sillmann et Casparus Oexle. Literis Salemitanis, o. O. 1772